# 北見六花
北見 六花（きたみ りっか）は日本の女性声優。主にアダルトゲームに声をあてている。2021年5月21日の配信にて6月20日が誕生日であると公表した。
2022年5月1日に、YoutubeにてVtuber北見六花としてデビューした。Youtubeチャンネル名は「りっかちゃんハウス」

## 出演
太字はメインキャラクター。

### アダルトアニメ
- エタニティ 〜深夜の濡恋ちゃんねる♡〜（2020年、名越千尋[2]） -  デラックス♡版
- しょうたいむ!〜歌のお姉さんだってしたい〜（2021年 - 2023年、高崎三奈美[3][4]） - 2シリーズ[一覧 1]

### ゲーム

#### 2011年
- 鬼ごっこ!（西園寺 乙女）[5]
- 鬼ごっこ! ファンディスク（西園寺 乙女）[6]
- 神採りアルケミーマイスター（メロディアーナ）[7]
- 春季限定ポコ・ア・ポコ!（悠木 夏海）[8]
- 姫様限定! 〜Princess Limited〜（ジャンヌ＝イングウェイ）[9]
- らぶ2Quad（エルマリート・ド・ブランシュフォール）[10]

#### 2012年
- 英雄*戦姫（ヤマトタケル[11],ラスプーチン[12]）
- 学☆王 -THE ROYAL SEVEN STARS-（黛 比奈夕）[13]
- Friends（鈴谷 澪）[14]
- おたマ!〜おたく仲間はちっこいマニア〜（天神 あめり）[15]
- 幻奏童話 ALICETALE（姫宮 ゆり）[16]
- あえて無視するキミとの未来 〜Relay broadcast〜（三咲 爽花）[17]

#### 2013年
- モテすぎて修羅場なオレ（萩原 ひなの）[18]
- ハピメア（鳥海 有栖）[19]
- 魔導巧殻 〜闇の月女神は導国で詠う〜（リセル・ルルソン）[20]
- ラブらブライド（サーシャ）[21]
- 恋しよっ?（都野田 雅）[22]
- 双子座のパラドクス（春日 夏月）[23]
- 天色*アイルノーツ（シャーリィ・ウォリック）[24]
- 恋咲く都に愛の約束を 〜Annaffiare〜（古庭 一美）[25]
- カルマルカ*サークル（高坂 夕姫羽）[26]
- 恋×恋=∞ 〜恋する乙女にできること〜（天翔 奈穂）[27]
- 未来戦姫スレイブニル（XDG-01EXE）[28]
- 戦国†恋姫〜乙女絢爛☆戦国絵巻〜 （蒲生 梅賦秀）[29]
- まじかりっく⇔スカイハイ 〜空飛ぶホウキに想いをのせて〜（川澄 ゆりか）[30]

#### 2014年
- きみと僕との騎士の日々 -楽園のシュバリエ-（西園寺 慧）[31]
- 終わる世界と双子座のパラダイス（春日 夏月）[32]
- 恋式マニュアル（柏木 理緒）[33]
- 相州戦神館學園 八命陣（我堂 鈴子）[34]
- ハピメア Fragmentation Dream（鳥海 有子）
- 英雄*戦姫GOLD（ヤマトタケル,ラスプーチン）[35]
- Clover Day's（加賀美 ヘキル,加賀美 ヒカル）[36]
- ハロー・レディ!（赤人 珠緒）[37]
- 天秤のLa DEA。戦女神MEMORIA（レニ）
- はるかかなた（水城 はるか）[38]
- 星織ユメミライ（鳴沢 律佳）[39]
- メルトピア（アリス・リデル）[40]
- サツコイ〜悠久なる恋の歌〜（御堂 イズナ）[41]
- 蒼撃のイェーガー（藤原 舞）[42]
- 晴のちきっと菜の花びより（榊野 このみ）[43]
- 蒼の彼方のフォーリズム（佐藤院 麗子）[44]
- ChuShinGura 46+1 武士の鼓動（高杉晋作）[45]
- ジンコウガクエン2（尖）
- プリズム・プリンセス〜ふたりの姫騎士と股間の紋章〜（早坂 百合花）[46]

#### 2015年
- イブニクル （リッシュ）[47]
- クロノクロック（安藤 美咲）[48]
- 相州戦神館學園 万仙陣（我堂 鈴子）[49]
- プラマイウォーズ（水無月 時野）[50]
- LOVEREC. （芳永 千草）[51]
- 天ノ空レトロスペクト（アマホシ）[52]

#### 2016年
- 凍京NECRO〈トウキョウ・ネクロ〉（オルガ）[53]
- あけいろ怪奇譚（朱子）
- 戦国†恋姫X 〜乙女絢爛☆戦国絵巻〜（蒲生 梅賦秀）[54]
- 千恋*万花（朝武 秋穂）[55]
- よめがみ My Sweet Goddess!（秤 真理）[56]
- スキとスキとでサンカク恋愛（木須 志衣菜）[57]

#### 2017年
- スイセイギンカ（阿見 マリア）[58]
- 桜花裁き（早乙女 恵）
- 想いを捧げる乙女のメロディー（雨桜 みさき）[59]
- お嬢様の半分は恋愛で出来ています!（近江 紫）
- 姫様LOVEライフ! -もーっと! イチャイチャ☆ぱらだいす!-（ルリア・フォンディーナ）
- 想いを捧げる乙女のメロディー 〜あふれる想いを調べにのせて〜（雨桜 みさき）
- Making*Lovers（北大路 可憐）[60]

#### 2018年
- 虚空のバロック（虎一）
- かりぐらし恋愛（世計 丸）[61]
- Making*Lovers 激イチャアフターストーリー Vol.01 亜子、可憐、咲（北大路 可憐）
- 恋はそっと咲く花のように（西園寺 蓉子）[62]
- きゃらぶれーしょん! 〜乙女は恋してキャラぶれる〜（桜木 灰）
- ラズベリーキューブ（海道 美琴）[63]
- 姫と乙女のヤキモチ★LOVE（マジョリーヌ）
- Deep One -ディープワン-（尚哉（子供時代））
- 封緘のグラセスタ
- 捻くれモノの学園青春物語 〜俺と彼女の裏表〜（豊里 由美）
- ハロー・レディ! -Superior Entelecheia-（赤人 珠緒）

#### 2019年
- 恋はそっと咲く花のように 〜二人は永遠に寄り添っていく〜（西園寺 蓉子、蓉子の娘）
- ガールズ・ブック・メイカー -幸せのリブレット-（琴葉 詩織）
- 恋愛、借りちゃいました（小関 桃子）
- 勇者と踊れ! 〜ぼっちの俺が異世界召喚されて美少女達と学園最強パーティーを組みました〜（フェリシア・アウレア・デ・エルトリア）
- シャイニー・シスターズ 〜女装主人公アイドルプロジェクト〜（雨桜 みさき）[64]
- 喫茶ステラと死神の蝶（高嶺 アスミ、他計8役）[65][66]

#### 2020年
- 恋愛、借りちゃいました 絵未&八純 ミニアフターストーリー（小関 桃子）
- QUALIA 〜約束の軌跡〜（マキナ）
- 姫と乙女のヤキモチLOVE -きらめき夏物語!-（マジョリーヌ）

#### 2021年
- 悠久のカンパネラ（コレット）[67]
- 星の乙女と六華の姉妹（九重 純玲）
- 槇村葉月の恋語り（槇村 葉月）

#### 2022年
- 華は短し、踊れよ乙女（クリスティーナ・ホワイト）[68]

#### 2023年
- 戦国†恋姫EX参～毛利家の絆編～（蒲生 梅 賦秀）[69]
- リトルプリンセスGO!（潮見 律花）[70]

#### 2024年
- 同級生2リメイク (片桐 美鈴)
- 夢幻のティル・ナ・ノーグ（見取沢 碧）

#### 2025年
- 初恋マスターアップ（茅吹 葉月、九 恋乃香）
- 宿りし乙女の誓いと魔法（樫原 文海）

### ゲーム
- Clover Memory's（網代 七海）

### オンラインゲーム
- アイオライトリンク（サブリナ、ヴェルミラ）
- 万物乙女☆ダンジョンズ（スカイハイ、ルナ）
- スクールさーばんつ!（東條 麗）
- UNITIA 神託の使徒×終焉の女神（ジェイニー）
- ソーサレス*アライヴ! 〜the World's End Fallen Star〜（アキナ・ランドール）
- 超昂大戦 エスカレーションヒロインズ（閃忍ライカ / 鈴森 頼夏）[71]
- ティンクルスターナイツ（藤岡 閃）

### オーディオドラマ
- ダキカノ（2017年、楠 ほのか）

### インターネットラジオ
- そよぎと六花の Radio de ALcot!（HiBiKi Radio Station：隔週木曜、2013年6月6日 - 2016年12月22日）
- IRODORIラジオ（支援サイトCi-enにて月1配信）

#### ラジオCD
- そよぎと六花の Radio de ALcot! de CD vol.01 - 07

## ディスコグラフィ

### キャラクターソング
| 発売日        | 商品名                                                        | 歌                                       | 楽曲                         | 備考                                                                     |
| ------------- | ------------------------------------------------------------- | ---------------------------------------- | ---------------------------- | ------------------------------------------------------------------------ |
| 2013年4月19日 | 天色*アイルノーツ キャラクターソング Vol.1「step forward」    | シャーリィ・ウォリック（北見六花）       | 「step forward」             | ゲーム『天色*アイルノーツ』関連曲                                        |
| 2020年3月27日 | 10th anniversary ensemble OP festival                         | シャイニー・シスターズ                   | 「Shinin' Stars!!」          | ゲーム『シャイニー・シスターズ〜女装主人公アイドルプロジェクト〜』主題歌 |
| 2024年5月22日 | AnimeFestaオリジナル 主題歌集 -メンズ、青年ジャンルselection- | 高崎三奈美（みなみお姉さん）（北見六花） | 「カフェラテ恋ゴコロ」       | テレビアニメ『しょうたいむ!〜歌のお姉さんだってしたい〜』主題歌          |
| 2024年5月22日 | AnimeFestaオリジナル 主題歌集 -メンズ、青年ジャンルselection- | 高崎三奈美（みなみお姉さん）（北見六花） | 「サイダーみたいな恋をして」 | テレビアニメ『しょうたいむ!2〜歌のお姉さんだってしたい〜』主題歌         |

### シリーズ一覧
1. ↑  第1期（2021年）、第2期『2』（2023年）

### ユニットメンバー
1. ↑  月丘晶子（まきいづみ）、深山瑞希（桐谷華）、真原葵（歩河みぃな）、塚原いずみ（月野きいろ）、朝倉千弘（ひな葉月）、雨桜みさき（北見六花）、塔矢優紀（春乃いろは）